# George Deardorff McCreary
George Deardorff McCreary, född 28 september 1846 i York Springs i Pennsylvania, död 26 juli 1915 i Philadelphia i Pennsylvania, var en amerikansk republikansk politiker. Han var ledamot av USA:s representanthus 1903–1913.
McCreary inledde studierna vid University of Pennsylvania år 1864. Tre år senare tog han anställning i faderns företag inom kolbranschen. År 1870 startade han sedan ett eget företag.
McCreary tillträdde 1903 som kongressledamot och efterträddes 1913 av James Washington Logue. McCreary avled 1915 och gravsattes på Laurel Hill Cemetery i Philadelphia.